# Невинна кров (фільм)
«Невинна кров» (англ. Innocent Blood) — американський фільм жахів, романтична кінокомедія компанії Warner Bros., світова прем'єра якого відбулася 25 вересня 1992 року. Слоган: англ. «Horror meets humor, humor meets dead-on special effects, and boy meets ghoul in Innocent Blood».

## Сюжет
Марі (Анн Парійо) — вампірка, яка живе в Піттсбурзі. У неї є принцип — полювати тільки на злочинців. Одного разу вона нападає на Сальваторе Марчеллі (Роберт Лоджа), ватажка злочинців. Однак їй не вдається завершити процес, і Марчеллі не вмирає, а теж стає вампіром. Користуючись новими можливостями, він починає створювати кримінальний клан вампірів. Марі розуміє, що повинна це зупинити. На допомогу їй приходить поліціянт під прикриттям Джо Геннаро (Ентоні Лапалья).

## Акторський склад
- Анн Парійо — Марі
- Роберт Лоджа — Сальваторе Марчеллі (Акула Сел)
- Ентоні Лапалья — детектив Джозеф Геннаро
- Дон Ріклс — Менні (Еммануель) Бергман
- Ілейн Каган — Френні Бергман
- Девід Провал — Ленні
- Рокко Сісто — Джиллі
- Чез Палмінтері — Тоні Сільва
- Кім Коутс — Рей
- Маршалл Белл — детектив Марш
- Лінні Квіглі — медсестра Ненсі Сміт
- Тоні Сірико — Джеко
- Тоні Ліп — Френк
- Луїс Гузман — детектив Стів Моралес
- Анджела Бассетт — прокурорка Барбара Сінклер
- Лео Берместер — детектив Дейв Фінтон
- Рон Томас — коронер
- Френк Оз — патологоанатом
- Том Савіні — газетний фотограф
- Сем Реймі — продавець
- Даріо Ардженто — парамедік
- Янсі Аріас — помічник коронера
- Рон Рот — Гас
- Вік Ното — Томмі
- Джеррі Лайден — Вінні

## Знімальна група
- Режисер — Джон Лендіс
- Продюсери — Леслі Бельцберг, Лі Річ, Джонатан Шейнберг і Майкл Вовк
- Сценарист — Майкл Вовк
- Оператор — Мак Альберг
- Композитор — Айра Ньюборн
- Художники — Річард Том Сойєр (постановник), Мартін Чарльз, Дебора Недулмен (по костюмах) і Пег Каммінгс (по декораціях)
- Монтажер — Дейл Белдіні

## Випуск

### Касові збори
«Невинна кров» вийшов на екрани 25 вересня 1992 року і за перший вікенд зібрав 1 857 658 доларів, посівши 7-ме місце в бокс-офісі. До кінця прокату фільм зібрав 4 943 279 доларів на батьківщині.